# Caio Lucas Fernandes
Caio Lucas Fernandes, född 19 april 1994, är en brasiliansk fotbollsspelare som spelar för Sharjah.

## Karriär
Caio Lucas Fernandes blev utsedd till J.Leagues Rookie of the Year 2014.
Den 23 januari 2020 lånades Caio ut av Benfica till Sharjah på ett 18-månaders låneavtal.